# Гребенчатый анолис
Гребенчатый анолис (лат. Anolis cristatellus) — вид ящериц из семейства анолисовых.
Общая длина достигает 10—18 см. Самцы обычно немного крупнее самок. Голова большая и вытянутая. Туловище сжатое с боков, хвост очень длинный и тонкий. Вдоль хребта тянется невысокий гребень. Окраска очень изменчива. У самцов от светло-коричневого до зеленовато-серого цвета с тёмным узором по спине. Горловая сумка небольшая, её окраска варьирует от оливкового, жёлтого или оранжевого цвета до зелёного или горчичного с оранжевой каймой. У самки обычно на спине рисунок из светлой продольной полосы вдоль позвоночника с тёмными поперечными полосками. По основному тону окраски у обоих полов может проявляться рисунок из красного, коричневого или бежевых точек и крапинок.
Любит тропические леса. Всю жизнь проводит на деревьях. Встречается также на ограждениях, различных сооружениях, ветвях кустарников и деревьев. Питается насекомыми, пауками, фруктами.
Яйцекладущая ящерица. Самка откладывает до 3 яиц.
Обитает на островах Пуэрто-Рико, Вьекес, Кулебра и на Виргинских островах. Специально был завезён во Флориду (США), Мексику и Доминиканскую республику.